# Alpinestars
Alpinestars Inc. ist ein italienisches Unternehmen mit Hauptsitz in Asolo (Venetien), das sich auf Motorsport- und Extremsportbekleidung sowie Streetwear, vorrangig aus der Sport- und Skaterbranche, spezialisiert hat.
Im Motorsport (Formel 1, MotoGP, Motocross etc.) wurde Alpinestars vor allem durch seine Artikel wie Rennanzüge, Handschuhe, Jacken, Hosen, Schuhe und Protektoren weltweit bekannt.

## Geschichte
Alpinestars Inc. wurde 1963 von Sante Mazzarolo in Venetien gegründet. Bevor das Unternehmen Motocross-Artikel herstellte, produzierte Alpinestars Wander- und Skiartikel. Der Unternehmensname entstand durch die Herleitung des italienischen Begriffes für Edelweiß (stella alpina). Heute befinden sich Büros von Alpinestars in Los Angeles und Tokio, die Forschung und Entwicklung finden in Italien statt.
Die Geschäftsleitung übernahm Gabriele Mazzarolo, der Sohn des Gründers.